# Монастырь Святой Анны (Иерусалим)
Монастырь Святой Анны или монастырь Богоотцов Иоакима и Анны — греческий православный монастырь, находящийся, согласно православному преданию, на месте дома праведных Иоакима и Анны, где родилась Дева Мария. Расположен в Мусульманском квартале Старого города Иерусалима, около Львиных ворот. Принадлежит Иерусалимской православной церкви.
Современное здание построено в 1907 году над пещерой, которая в прошлом была частью дома родителей Богородицы. На первом этаже монастыря расположена церковь Рождества Богородицы.
Под храмом находятся две пещеры. В одной из них, по преданию, молилась праведная Анна, прося у Бога, чтобы Он даровал ей ребёнка. Другая пещера находится на месте, где родилась Пресвятая Богородица, и где были первоначально похоронены Иоаким и Анна.
Согласно католическому преданию место рождения Девы Марии находится в крипте близлежащей базилики Святой Анны.